# 비트볼 뮤직
비트볼 레코드(Beatball Records)는 2002년에 설립된 대한민국의 인디 음반사이다. 국내 음악인 발굴과 해외 음반 라이선스 및 60-70년대 팝 재발매 등 다양한 음악을 한국시장에 소개, 유통하고 있으며 소속 음악인들의 공연 기획과 마케팅도 맡고 있다.

## 소속 음악인
- 기린
- 룩앤리슨
- 무키무키만만수
- 서교그룹사운드

### 과거 소속 음악인
- 네눈밖이나무밑쑤시기 (2004년 해체)
- 라이너스의 담요
- 몽구스
- 서울전자음악단
- 얄개들 (2013년 10월 해체)
- 줄리아 하트
- 퓨어킴
- 플레이걸
- 핑크엘리펀트